# L'uomo invisibile (film 2020)
L'uomo invisibile (The Invisible Man) è un film del 2020 scritto e diretto da Leigh Whannell. Il film è un adattamento cinematografico moderno dell'omonimo romanzo di H. G. Wells e reboot dell'omonimo film del 1933.

## Trama
Cecilia Kass è intrappolata da anni in una relazione violenta con il ricco uomo d'affari e scienziato Adrian Griffin; una notte decide di andarsene, così prepara le valigie, disattiva le telecamere e scappa di casa dopo aver drogato il fidanzato con del Diazepam. Nonostante l'uomo riesca a raggiungerla, Cecilia fugge con l'aiuto di sua sorella Emily e si stabilisce a casa del suo amico d'infanzia James, un detective della polizia, e sua figlia adolescente Sydney. Due settimane dopo, Adrian si suicida e lascia a Cecilia 5 milioni di dollari nel suo testamento gestito dal fratello di lui, Tom. Mentre Cecilia alloggia da James le accadono una serie di strani incidenti: il fornello con cui ha appena cucinato la colazione prende fuoco, avverte una presenza invisibile che la osserva mentre dorme, durante un colloquio di lavoro scopre che i suoi disegni sono spariti e, subito dopo, perde i sensi e viene ricoverata all'ospedale, dove i medici trovano alti livelli di Diazepam nel suo sistema circolatorio. In seguito, la donna scopre in bagno il flacone del farmaco usato per drogare Adrian la notte della sua fuga, che le era caduto lungo la strada.
Cecilia parla a Tom e James per rivelargli i suoi sospetti, ossia che Adrian abbia trovato un modo per diventare invisibile e che la sta ancora perseguitando, ma non viene creduta. Scopre, inoltre, che Emily ha ricevuto un'email dal suo account in cui viene pesantemente insultata; pertanto non la ascolta quando cerca di convincerla che l'ex fidanzato è ancora vivo. Mentre Sydney cerca di confortare Cecilia, una presenza la colpisce e fa sembrare che sia la donna la responsabile. James porta la figlia fuori di casa e Cecilia, sconcertata, mette in pratica una serie di stratagemmi per individuare Adrian. Ci riesce, gettandogli della vernice bianca addosso e, in seguito ad un violento scontro, riesce a scappare e va a casa dell'ex, dove scopre una tuta che rende invisibile chi la indossa. La nasconde in casa e sfugge ad un altro attacco di Adrian, per poi incontrarsi con Emily in un ristorante per raccontarle ciò che ha scoperto. Tuttavia, Adrian taglia la gola a Emily e mette in mano il coltello a Cecilia per farla accusare dell'omicidio.
Viene mandata in un centro di cura in attesa del processo e viene informata dallo staff medico che è incinta di un mese, cosa che ha sempre evitato per non rischiare di essere permanentemente legata ad Adrian. Riceve poi una visita da Tom, il quale si offre di aiutarla se accetterà di tornare da Adrian per crescere assieme il bambino, dimostrando di aver collaborato con il fratello per tutto il tempo, aiutandolo anche a inscenare il suicidio. Cecilia rifiuta e ruba una penna stilografica dalla sua valigetta; sospettando che Adrian sia nella cella con lei per osservarla, simula un tentativo di suicidio tagliandosi le vene. Adrian si manifesta e la blocca, ma Cecilia reagisce prontamente e lo trafigge con la penna. Ciò causa un malfunzionamento della tuta che provoca un parziale ritorno alla visibilità. La colluttazione attira le guardie di sicurezza ma Adrian le abbatte tutte, uccidendone alcune. All'esterno della struttura, Adrian blocca Cecilia e le dice che non la ucciderà dato che è incinta, ma intende eliminare Sydney al suo posto per punirla.
Cecilia corre a casa di James dove assiste a una violenta aggressione ai danni del detective e alla figlia di lui. Dopo aver reso visibile l'aggressore mediante un estintore, Cecilia lo uccide sparandogli con una pistola sottratta a una guardia, ma scopre che a indossare la tuta è Tom, non Adrian. Quando la polizia trova il fratello del presunto assassino vivo a casa sua, questi sostiene di essere stato prigioniero di suo fratello per tutto quel tempo. Cecilia capisce subito che Adrian ha mandato Tom a casa di James al posto suo, prevedendo quello che sarebbe successo così da crearsi un alibi perfetto.
Per smascherare Adrian, Cecilia va a cena a casa sua con la scusa di discutere della gravidanza, portando con sé un auricolare nascosto mediante il quale James può ascoltare la conversazione. Si offre di riconciliarsi con lui se sarà totalmente onesto sul suo coinvolgimento, ma Adrian continua a negare. Cecilia ha un crollo emotivo e si mette a piangere, per cui Adrian si avvicina a lei per calmarla e le dice delle parole che ricordano una frase che le aveva detto quando l'aveva aggredita da invisibile. La donna con una scusa va in bagno, indossa il costume per diventare invisibile e taglia la gola ad Adrian in piena vista delle telecamere per farlo apparire un suicidio. Dopodiché si finge sconvolta e disperata e chiama la polizia di fronte alle telecamere, salvo poi schernire il morente Adrian fuori dalla loro portata. James arriva chiedendo cosa sia successo e Cecilia gli risponde che l'uomo si è suicidato. James, pur avendo notato la tuta invisibile nella borsetta di Cecilia, accetta la sua versione dei fatti.

## Promozione
Il trailer è stato pubblicato il 7 novembre 2019.

## Distribuzione
Il film è stato distribuito nelle sale cinematografiche statunitensi il 28 febbraio 2020. In Italia il film, inizialmente previsto per il 5 marzo seguente, è stato distribuito direttamente in video on demand il 27 marzo 2020 a causa della pandemia di Coronavirus. Successivamente, il film è stato distribuito nelle sale italiane il 15 giugno.

## Accoglienza

### Incassi
Nel primo fine settimana il film ha incassato 29 milioni di dollari solo negli Stati Uniti, risultato inaspettato visto il budget della pellicola di 7 milioni.
 Nel secondo weekend, invece, supera i 15 milioni giungendo secondo nel botteghino statunitense, alle spalle di Onward - Oltre la magia. 
Dopo due settimane di programmazione supera i 52.5 milioni di dollari solo negli U.S.A. e sfiora i 100 a livello globale. 
Si piazza, invece, al quarto posto degli incassi del fine settimana seguente negli U.S.A. con ulteriori 6 milioni, arrivando ad un totale globale di 122.7 milioni.

A fine corsa l'incasso globale è stato di 144492724 $.

### Critica
Il film è stato accolto positivamente dalla critica. Il sito aggregatore di recensioni Rotten Tomatoes riporta che il 92% delle 432 recensioni professionali ha dato un giudizio positivo sul film, con un voto medio di 7,69 su 10; il commento del sito recita: "Intelligente, ben recitato e soprattutto spaventoso, L'uomo invisibile dimostra che a volte il materiale classico di partenza per un nuovo reboot può nascondersi in bella vista." Su Metacritic il film detiene un punteggio del 72 su 100, basato sul parere di 58 critici, indicando "recensioni generalmente favorevoli".

## Riconoscimenti
- 2020 - Chicago Film Critics Association Awards[7]
  - Miglior utilizzo degli effetti speciali
- 2021 - Independent Spirit Awards[8]
  - Candidatura per il miglior montaggio ad Andy Canny
- 2021 - San Diego Film Critics Society Awards[9][10]
  - Miglior montaggio ad Andy Canny
  - Candidatura per i migliori effetti speciali
- 2021 - Saturn Award
  - Miglior film horror
  - Miglior attrice a Elisabeth Moss
  - Candidatura per il miglior regista a Leigh Whannell

## Spin-off
Nel novembre 2019 è stato annunciato uno spin-off del film, incentrato sulla controparte femminile dell’uomo invisibile. Sarà un reboot de La donna invisibile diretto, interpretato e prodotto da Elizabeth Banks. Erin Cressida Wilson si occuperà della sceneggiatura mentre Max Handelman e Alison Small saranno rispettivamente produttore e produttrice esecutiva.

## Curiosità
- L'attrice protagonista Elisabeth Moss doppiò nel 1993 un personaggio di Batman in un episodio dalla trama identica a questo film, "Il padre invisibile": grazie all'ausilio di una tuta d'invisibilità, un abusivo e criminale padre riesce a rientrare in contatto con la figlia infrangendo l'ordine restrittivo impostogli con l'intenzione di rapirla.